# Wacław Kwiatkowski
Wacław Kwiatkowski pseud. Domański, Franek, Kazimierz (ur. 15 września 1893 w Warszawie, zm. 7 września 1977 tamże) – polski działacz komunistyczny, członek Komitetu Centralnego KPP od 1926.

## Życiorys
Po ukończeniu szkoły podstawowej został ślusarzem. W 1912 wstąpił do PPS-Lewicy i współorganizował strajk powszechny w Warszawie i akcję wyborczą do IV Dumy z kurii robotniczej, a w 1913 w kampanii wyborczej do Kasy Chorych. Od 1914 członek Komitetu Warszawskiego PPS-Lewicy. W sierpniu 1915 był współzałożycielem Związku Zawodowego Robotników Przemysłu Metalowego. Przemawiał na wiecach w sprawie bezrobocia, głodu i wojny, organizował kuchnie robotnicze i demonstracje głodnych pod ratuszem. 20 kwietnia 1916 został aresztowany i skazany na 5 lat więzienia, 4 listopada 1918 zbiegł z twierdzy Modlin. Następnie wziął udział w rozbrajaniu Niemców, a w grudniu 1918 w ostatnim zjeździe PPS-Lewicy i I Zjeździe KPP. Członek Komitetu Warszawskiego KPP. W lutym 1921 na warszawskiej konferencji partyjnej został wybrany delegatem na II Konferencję KPP. W marcu 1921 został członkiem egzekutywy Komitetu Warszawskiego KPP. Latem 1921 był członkiem polskiej delegacji na III Kongres Międzynarodówki Komunistycznej (MK) w Moskwie. Brał udział w III Konferencji KPP w Gdańsku w kwietniu 1922, II Zjeździe KPP jesienią 1923 pod Moskwą i V Zjeździe KPP w Peterhofie. 24 listopada 1924 został na 2 miesiące aresztowany, po zwolnieniu został członkiem KC KPP. W grudniu 1926 został ponownie aresztowany i skazany na 6 lat więzienia, skąd zbiegł w sierpniu 1928, później był słuchaczem Międzynarodowej Szkoły Leninowskiej, po czym pracował w przedstawicielstwie KPP przy Komitecie Wykonawczym MK. Od wiosny 1931 członek Sekretariatu Krajowego KC KPP. W styczniu 1932 został aresztowany i skazany na 6 lat więzienia i utratę praw na 10 lat. W wyniku amnestii w 1936 wyrok obniżono do 4 lat; pozostały mu jeszcze 4 lata do odbycia z poprzedniego wyroku. W koronowskim więzieniu był starostą komuny więziennej. Po wybuchu wojny 2 września 1939 wydostał się na wolność, a od marca 1940 pracował na Kielecczyźnie u byłego członka KPP, który był wpisany na volkslistę. W 1944 wstąpił do PPR. XI 1944-VII 1945 był więziony pod zarzutem współpracy z Niemcami i usunięty z PPR. Po zwolnieniu został dyrektorem Państwowej Centrali Handlowej w Bytomiu. Później był dyrektorem fabryki acetylenu w Katowicach. IX 1949-III 1951 ponownie więziony pod zarzutem współpracy z okupantem. W kwietniu 1959 przywrócono mu prawa członka partii i przyznano rentę dla zasłużonych.
Był odznaczony m.in. Krzyżem Komandorskim Orderu Odrodzenia Polski.